# Leptopilina clavipes
Leptopilina clavipes är en stekelart som först beskrevs av Hartig 1841.  Leptopilina clavipes ingår i släktet Leptopilina, och familjen glattsteklar. Arten är reproducerande i Sverige.